# اوریژز
شهر اوریژز (به فرانسوی: Overijse) در ناحیه اداری ال-ویلوورد در استان فلومیش بربان در منطقه فلاندری در کشور بلژیک واقع شده‌است.

## نگارخانه

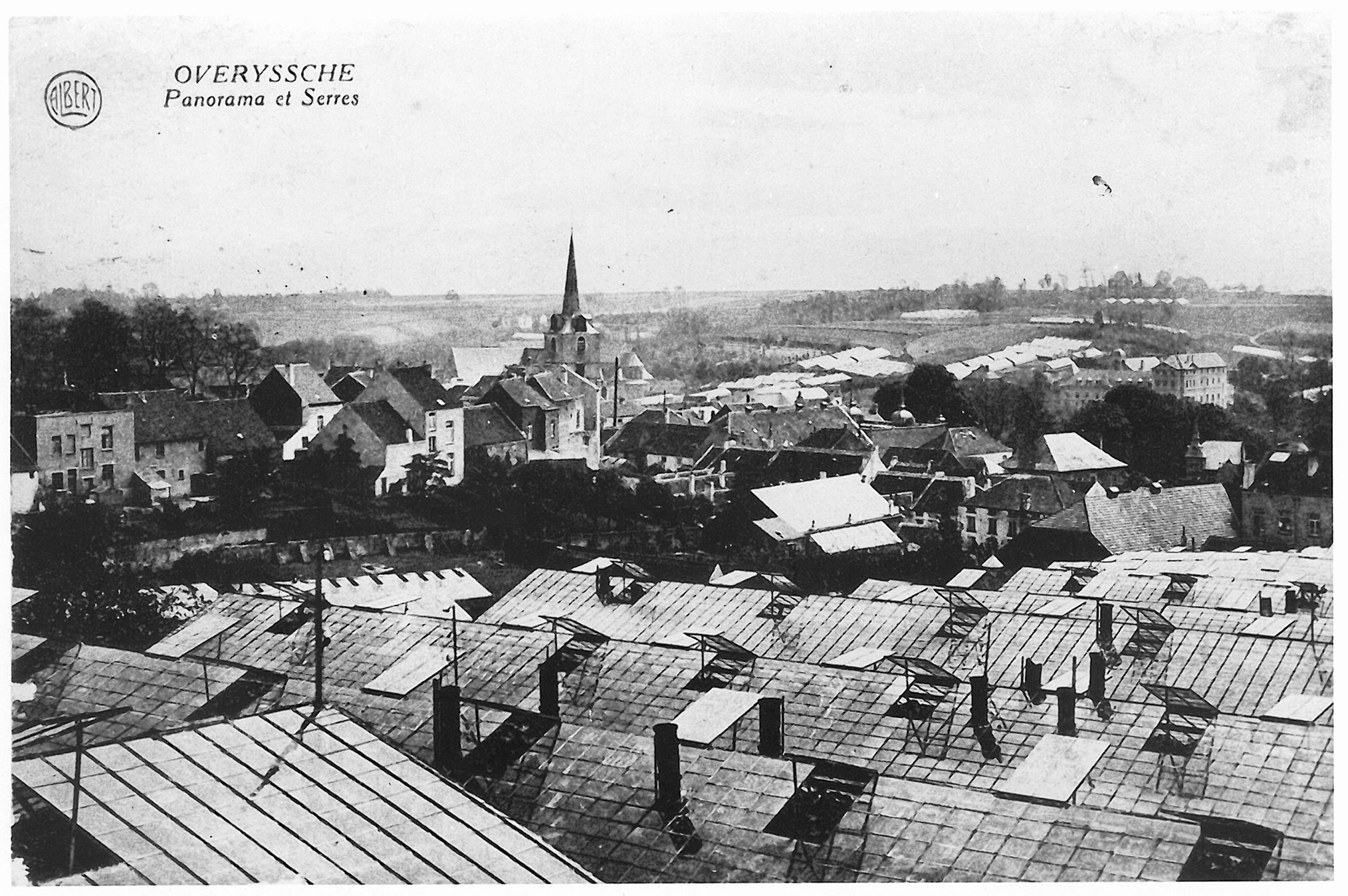
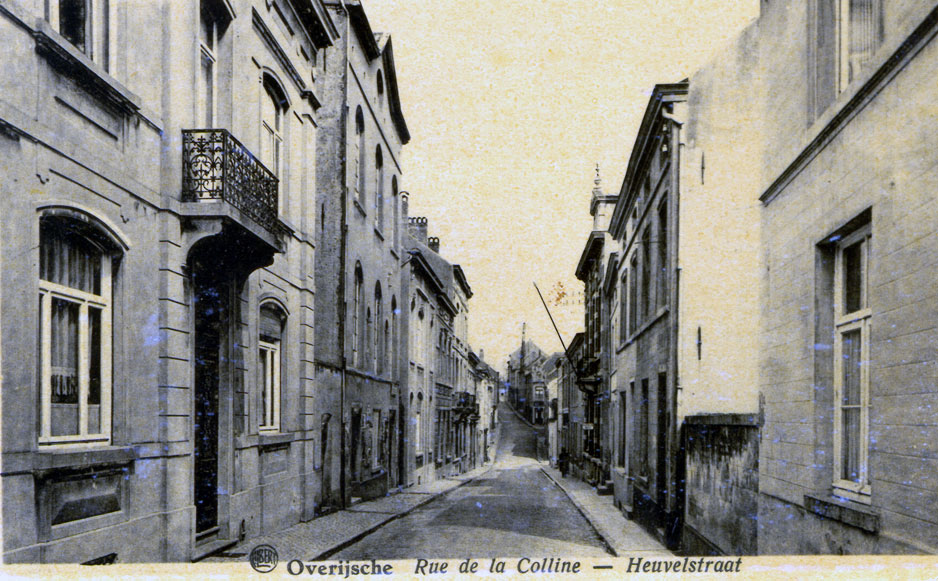
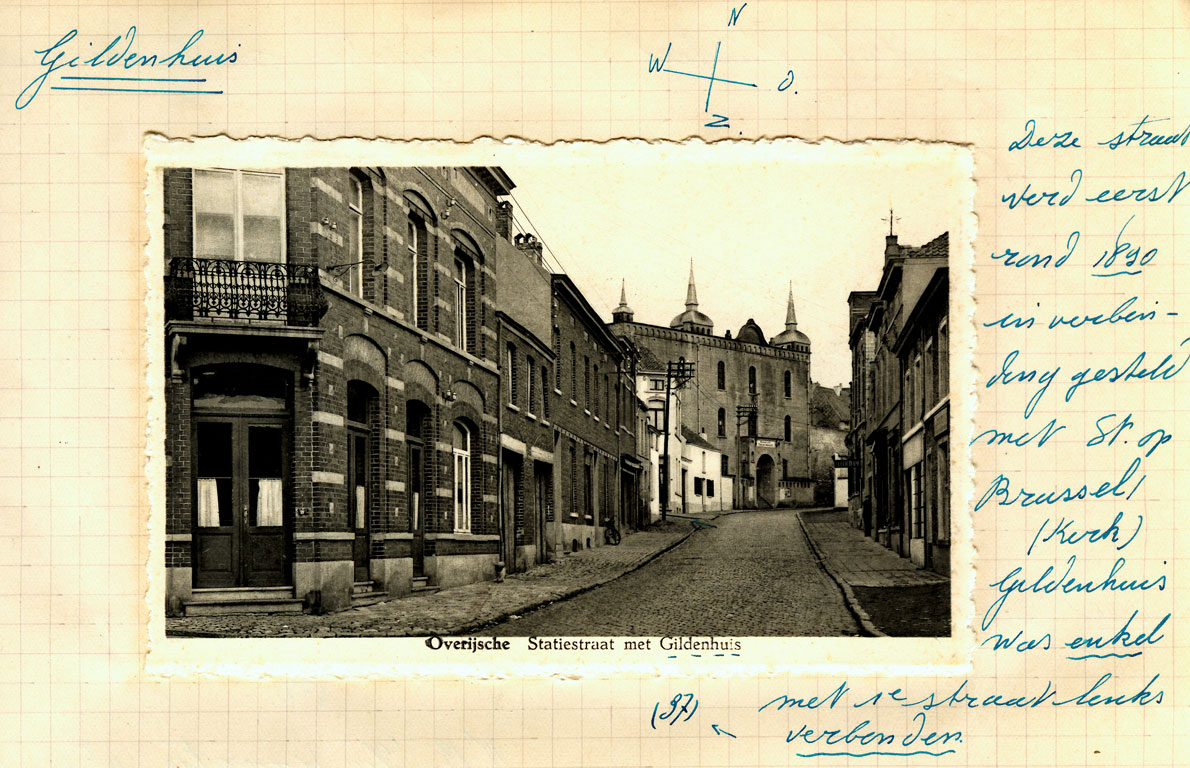